# Alaka (single)
Alaka is een single van de Nederlandse hiphopgroep Broederliefde met rapper Kalibwoy en hiphopgroep SBMG uit 2015. Het stond als achtste track op het album Hard Work Pays Off van Broederliefde uit 2015.

## Achtergrond
Alaka is geschreven door Milangchelo Junior Martina, Nilomar Marcel Francisca, Emerson Akachar, Melvin Silberie, Javiensley Dams, Henk Mando, Chyvon Pala, Jerzy Miquel Rocha Livramento, Natalio Russel en Tevin Babel en geproduceerd door Zürich en Babelish. Het nummer werd voor het eerst ten gehore gebracht op de radiozender NPO FunX. DJ Edson Cesar lichtte op de Facebook-pagina van Broederliefde toe dat het woord Alaka een samenvoeging van de Surinaamse woorden die "alle" en "shit" betekenen, is. De single heeft in Nederland de platina status.

## Hitnoteringen
Alaka was een redelijke hit in Nederland, waar het reikte tot de 17e positie van de Single Top 100 en kwam tot de 36e positie van de Top 40.